# Jesper Worre
Jespar Worre (Frederiksberg, 5 giugno 1959) è un ex ciclista su strada e pistard danese, professionista dal 1982 al 1992.
Passista di buon livello, ottenne come vittoria più importante quella nella sesta tappa della Vuelta a España 1990; si aggiudicò anche il Giro del Veneto 1983, una tappa alla Tirreno-Adriatico 1985 e tre medaglie ai campionati del mondo su pista nella specialità dell'inseguimento individuale; fece sue anche le classifiche generali finali di Post Danmark Rundt 1986 e Postgirot Open 1988.

## Palmares
- 1977 (dilettanti)

Campionati danesi, Prova in linea
- 1980 (dilettanti)

9ª tappa Rheinland-Pfalz-Rundfahrt
- 1982 (Sammontana, tre vittorie)

Coppa Caduti-Puglia di Arezzo
Trofeo Alvaro Bacci
4ª tappa, 1ª semitappa Settimana Ciclistica Bergamasca (Calcinate, cronometro)
9ª tappa Giro d'Italia dilettanti
- 1983 (Sammontana, una vittoria)

Giro del Veneto
- 1984 (Sammontana, una vittoria)

1ª tappa Tirreno-Adriatico (Pozzuoli > Frosinone)
- 1985 (Sammontana, una vittoria)

Prologo Post Danmark Rundt (Copenaghen, cronometro)
- 1986 (Santini, due vittorie)

Classifica generale Post Danmark Rundt
5ª tappa, 2ª semitappa Settimana Ciclistica Internazionale (Castellammare del Golfo > Palermo)
- 1988 (Gewiss, quattro vittorie)

3ª tappa Postgirot Open
7ª tappa, 1ª semitappa Postgirot Open (Kungsbacka, cronometro)
Classifica generale Postgirot Open
Classifica generale Tour of the Americas
- 1990 (Café de Colombia, una vittoria)

6ª tappa Vuelta a España (Loja > Ubrique)
- 1991 (Baunsøe/Scott-Bikyle Flyers, una vittoria)

11ª tappa Vuelta a Argentina

### Altri successi
- 1980 (dilettanti)

Campionati danesi, Cronometro a squadre (con Ivar Jakobsen, Steen-Michael Petersen e Dan Frost)
- 1982(Sammontana)

Frederiksberg (criterium)
- 1985 (Sammontana)

Cronostaffetta (cronometro a squadre)

## Piazzamenti

### Grandi giri
- Giro d'Italia

1983: 88º
1984: ritirato (alla ? tappa)
1985: ritirato (alla ? tappa)
1986: 15º
1987: ritirato (alla ? tappa)
1988: 68º
1989: 71º
1992: ritirato (alla ? tappa)
- Tour de France

1989: 88º
Vuelta a España
1990: 51º

### Classiche monumento
- Milano-Sanremo

1986: 52º
1987: 107º
1992: 102º
- Giro delle Fiandre

1988: 80º
- Liegi-Bastogne-Liegi

1985: 26º

### Competizioni mondiali
- Campionati del mondo su strada

Goodwood 1982 - In linea: 38º
1983 - In linea: 12º
1984 - In linea: ?
Giavera del Montello 1985 - In linea: 43º
Colorado Springs 1986 - In linea: 8º
Villach 1987 - In linea: ?
Ronse 1988 - In linea: ?
Stoccarda 1991 - In linea: ?
Benidorm 1992 - In linea: ?
- Campionati del mondo su pista

Colorado Springs 1986 - Inseguimento individuale: 3º
Colorado Springs 1986 - Corsa a punti: 7º
Vienna 1987 - Inseguimento individuale: 2º
Gand 1988 - Inseguimento individuale: 3º
Lione 1989 - Inseguimento individuale: 6º
- Giochi olimpici

Mosca 1980 - Cronometro a squadre: 10º